# Masari
Masari (gr. Μάσαρι, tur. Şahinler) – wieś na Cyprze, w dystrykcie Nikozja.